# Bundesstraße 340
Pour les articles homonymes, voir Route 340.
La Bundesstraße 340 est une ancienne Bundesstraße dans le Land de Bavière.

## Géographie
La B 340 menait de la Bundesstraße 12 à la frontière autrichienne voisine entre Simbach am Inn et Braunau am Inn. Elle se trouvait entièrement sur le territoire de la municipalité bavaroise de Kirchdorf am Inn et, avec environ 600 mètres, était la plus courte des Bundesstraße.

## Histoire
Le B 340 est devenue une branche du B 12. La Bundesstraße 468 est désormais la route fédérale la plus courte d'Allemagne (non signalée en tant que telle) et la Bundesstraße 243a est la plus courte avec sa propre signalisation.
Lorsque de l'Anschluss, la route se prolonge vers l'est sous le nom de Reichsstrasse 340 vers Braunau am Inn, Altheim (Haute-Autriche), Ried im Innkreis jusqu'à Lambach, où elle atteint ce qui était alors la Reichsstrasse 31 (aujourd'hui Straße). La longueur de ce tronçon était d'environ 80 km. Aujourd'hui, le tronçon de Braunau à Altheim (l'Altheimer Straße), qui est classé comme Landesstraße B, s'appelle le B148, le tronçon d'Altheim à Ried et jusqu'à Haag am Hausruck s'appelle le B141 sous le nom de Rieder Straße.